# بریستول بوکمستر
بریستول بوکمستر (به انگلیسی: Bristol Buckmaster) یک هواگرد ساختِ کارخانهٔ بریستول ایروپلین در کشور بریتانیا است که در سال ۱۹۴۵–۱۹۴۶ ساخته شد. نخستین استفاده‌کنندهٔ این هواپیما نیروی هوایی سلطنتی بریتانیا بوده‌است. این هواگرد برای نخستین بار در ۲۷ اکتبر ۱۹۴۴ میلادی مورد استفاده قرار گرفت.